# Iván Smith
Iván Smith (Villa España, 23 de noviembre de 1999) es un futbolista argentino, juega como volante en Real Pilar de la Primera B.

## Trayectoria
El primer club de Iván fue Quilmes, el día 12 de octubre de 2017 firmaría su primer contrato profesional que lo vincularía con el equipo hasta 2020, pero el 21 de febrero de 2019 Godoy Cruz ficharía a Iván Smith por 135 mil dólares y con un contrato de 4 años, su debut profesional lo realizaría de titular el día 30 de marzo de 2019 contra Patronato donde el partido tendría como resultado final una victoria 2-1.
El día 2 de marzo de 2021 Iván partiría a Cobresal con préstamo de un año desde Godoy Cruz.

## Estadísticas

### Clubes
| Club                  | Div.                | Temporada           | Liga  | Liga  | Copas nacionales | Copas nacionales | Torneos internacionales | Torneos internacionales | Total | Total |
| Club                  | Div.                | Temporada           | Part. | Goles | Part.            | Goles            | Part.                   | Goles                   | Part. | Goles |
| --------------------- | ------------------- | ------------------- | ----- | ----- | ---------------- | ---------------- | ----------------------- | ----------------------- | ----- | ----- |
| Quilmes Argentina     | 2.ª                 | 2017-18             | 0     | 0     | —                | —                | —                       | —                       | 0     | 0     |
| Quilmes Argentina     | 2.ª                 | 2018-19             | 0     | 0     | —                | —                | —                       | —                       | 0     | 0     |
| Quilmes Argentina     | Total club          | Total club          | 0     | 0     | 0                | 0                | 0                       | 0                       | 0     | 0     |
| Godoy Cruz Argentina  | 1.ª                 | 2018-19             | 2     | 0     | —                | —                | —                       | —                       | 2     | 0     |
| Godoy Cruz Argentina  | 1.ª                 | 2019-20             | —     | —     | —                | —                | —                       | —                       | 0     | 0     |
| Godoy Cruz Argentina  | 1.ª                 | 2020                | —     | —     | —                | —                | —                       | —                       | 0     | 0     |
| Godoy Cruz Argentina  | Total club          | Total club          | 2     | 0     | 0                | 0                | 0                       | 0                       | 2     | 0     |
| Cobresal · Chile      | 1.ª                 | 2021                | 14    | 0     | 2                | 0                | 2                       | 0                       | 18    | 0     |
| Cobresal · Chile      | Total club          | Total club          | 14    | 0     | 2                | 0                | 2                       | 0                       | 18    | 0     |
| Estudiantes Argentina | 2.ª                 | 2022                | 22    | 0     | —                | —                | —                       | —                       | 22    | 0     |
| Estudiantes Argentina | Total club          | Total club          | 22    | 0     | 0                | 0                | 0                       | 0                       | 22    | 0     |
| Barnechea · Chile     | 2.ª                 | 2023                | 17    | 1     | 1                | 0                | —                       | —                       | 18    | 1     |
| Barnechea · Chile     | Total club          | Total club          | 17    | 1     | 1                | 0                | 0                       | 0                       | 18    | 1     |
| Gutiérrez Argentina   | 3.ª                 | 2024                | 3     | 0     | —                | —                | —                       | —                       | 3     | 0     |
| Gutiérrez Argentina   | Total club          | Total club          | 3     | 0     | 0                | 0                | 0                       | 0                       | 3     | 0     |
| Berazategui Argentina | 4.ª                 | 2024                | 23    | 1     | —                | —                | —                       | —                       | 23    | 1     |
| Berazategui Argentina | Total club          | Total club          | 23    | 1     | 0                | 0                | 0                       | 0                       | 23    | 1     |
| Real Pilar Argentina  | 3.ª                 | 2025                | 24    | 3     | 1                | 0                | —                       | —                       | 25    | 3     |
| Real Pilar Argentina  | Total club          | Total club          | 24    | 3     | 1                | 0                | 0                       | 0                       | 25    | 3     |
| Total en su carrera   | Total en su carrera | Total en su carrera | 104   | 5     | 4                | 0                | 2                       | 0                       | 110   | 5     |
| 1. 2. 3.              |                     |                     |       |       |                  |                  |                         |                         |       |       |

## Vida personal
Es hermano del también futbolista Jonathan Smith, con quién compartió plantel en Berazategui.